# Caim e Abel

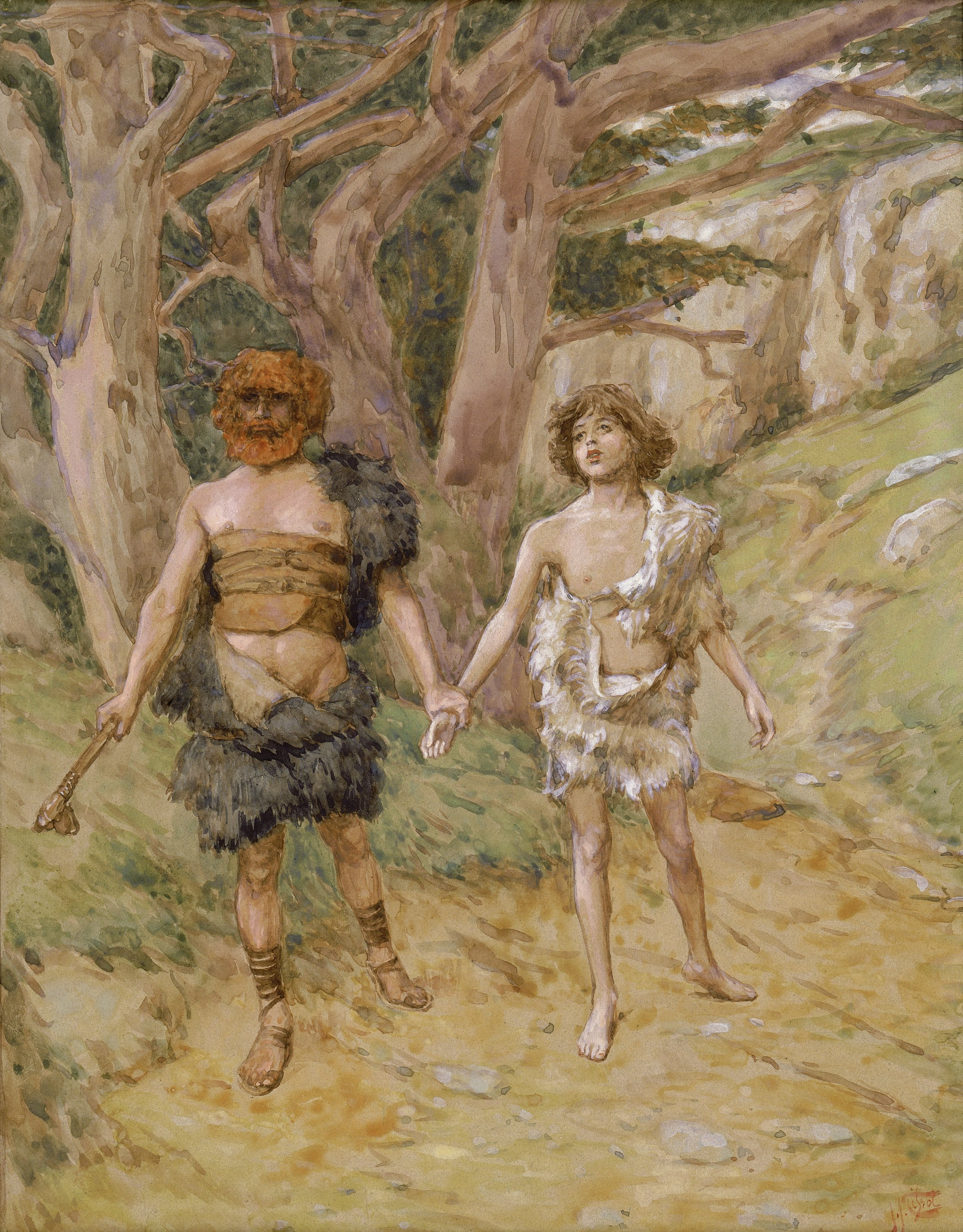
Caim conduzindo Abel à morte,
quadro de James Tissot.

A história de Caim e Abel é narrada no livro de Gênesis. Este teria sido o primeiro homicídio da história da humanidade. Abel era pastor de ovelhas e Caim, lavrador.

## Narrativa
Segundo a narrativa bíblica, Adão e Eva, após serem expulsos do jardim do Éden, tiveram um filho, chamado Caim e, posteriormente, tiveram Abel. Os dois irmãos cresceram juntos, até Caim decidir tomar como sua a árdua função de agricultor. Abel haveria se tornado pecuarista. 
Em determinada ocasião, Caim e Abel apresentaram ofertas a Deus. Caim apresentou alguns frutos do solo e Abel ofereceu as primícias e a gordura de seu rebanho (Gênesis 4:3, 4). A oferta de Abel teria agradado a Deus, enquanto que a de Caim não, caindo-lhe o semblante. Deus diz a Caim, após ver seu semblante caído por ter sua oferta rejeitada: "se procederes bem, não é certo que serás aceito?" (Gn 4.7).
Possesso por ciúme, Caim armou uma emboscada a seu irmão. Sugeriu a Abel que ambos fossem ao campo e, lá chegando, Caim matou seu irmão.
Respondendo ainda com arrogância ao ser interpelado por Deus, o Criador sentenciou-o ao banimento do solo, além de ser condenado à condição de errante pelo mundo, que parte em busca de um futuro indefinido num deserto de homens. Caim lamentou a severidade da punição e mostrou ansiedade quanto à possibilidade de o assassinato de Abel ser vingado nele, mas, ainda assim, não expressou arrependimento. Deus colocou em Caim um sinal para impedir que fosse morto. Deus disse ainda que quem o matasse seria "castigado sete vezes".
Após matar Abel, Caim partiu levando consigo sua esposa, cujo nome não é mencionado na Bíblia.

## Rejeição ao sacrifício
A Bíblia aponta o motivo pelo qual o sacrifício de Caim foi rejeitado, quando diz em Gênesis 4:3-5 que "Aconteceu que no fim de uns tempos trouxe Caim do fruto da terra uma oferta ao SENHOR. Abel, por sua vez, trouxe das primícias do seu rebanho e da gordura deste. Agradou-se o SENHOR de Abel e de sua oferta; ao passo que de Caim e de sua oferta não se agradou. Havia algo em Abel que agradou ao Senhor, enquanto o que havia em Caim o desagradou. Este elemento pelo qual se faz diferenciação entre o sacrifício agradável e o não agradável é a fé, conforme declaração bíblica de que "pela fé, Abel ofereceu a Deus um sacrifício verdadeiro comparado ao de Caim. Pela fé, ele foi reconhecido como justo, quando Deus aprovou as suas ofertas." (Hebreus 11:4).
A fé é o elemento central da teologia bíblica cristã e se expressa na total confiança na Pessoa de Deus e sua Palavra, ainda que as circunstâncias indiquem o contrário. Conforme Hebreus 11:1, é "a certeza de coisas que se esperam, a convicção de fatos que se não veem". Não advém de um sentimento, expectativa ou um desejo intenso do ser humano de que algo aconteça, mas da firme convicção e certeza de que o que foi dito por Deus é verdadeiro e digno de confiança.
A Bíblia relata inúmeros casos em que homens depositaram fé no que Deus disse e obtiveram êxito. Os principais temas em que a fé se monstra necessária são:
● Que Deus existe e recompensa os que o buscam;
● Que o universo foi formado pela Palavra de Deus, de maneira que o plano material (visível) foi feito do plano imaterial (invisível);
● Que a Palavra de Deus é a verdade, e suas promessas não falham (Josué 21.45 e 23.14
● Que Deus tem poder sobre a Vida e a morte e pode ressuscitar os mortos;
● Que Jesus Cristo, que se fez homem (forma) para se fazer semelhante a nós e poder pagar o preço da morte do pecado em nosso lugar, que morreu e ressuscitou ao terceiro dia, vencendo a morte (1Co 15.3).
Portanto, o sacrifício de Caim não agradou a Deus porque desconsiderou o que Deus havia ensinado a seus pais Adão e Eva quando cometeram o pecado original, e foram vestidos de "peles de animais" pelo Senhor, após se esconderem por entre as árvores do jardim e cobrirem-se com folhas de figueiras. O ensinamento de que sacrifícios de comunhão deveriam ter derramamento de sangue, pois prenunciavam o sacrifício perfeito do Cordeiro de Deus, Jesus Cristo, que não mais "cobriria" os pecados, mas "tiraria" os pecados definitivamente, não mais daquele que oferecia o sacrifício, mas do mundo todo (Jo 1.29).
Esta conclusão é reforçada pelo texto de Gênesis 4:7 e 1 João 3.11-12:
● "Então, lhe disse o SENHOR: Por que andas irado, e por que descaiu o teu semblante? Se procederes bem, não é certo que serás aceito? Se, todavia, procederes mal, eis que o pecado jaz à porta; o seu desejo será contra ti, mas a ti cumpre dominá-lo". O problema de Caim não era a oferta oferecida, mas a resistência em fazer o bem, isto é, aquilo que o Senhor havia comunicado como sendo bom para o homem;
● "Porque a mensagem que ouvistes desde o princípio é esta: que nos amemos uns aos outros; não segundo Caim, que era do Maligno e assassinou a seu irmão; e por que o assassinou? Porque as suas obras eram más, e as de seu irmão, justas". As obras (oferta) de Caim refletiam o aspecto interior de seu ser, que pertencia ao maligno. As obras (oferta) de Abel refletia o aspecto interior, que era justo. Observe que o texto diz que Abel era bom, mas que suas obras eram "justas", o que revela a existência uma Justiça satisfeita, estabelecida pelo Senhor, e a sua prática pressupõe fé, crer que o Senhor é bom e que tudo o que Ele propões é bom. Caim decidiu seguir por outro caminho.